# Prstan poklanjam ti
Prstan poklanjam ti je četrta kaseta skupine Magnet. Kot že dve kaseti prej, je tudi ta dobila zlato priznanje, najbolj znani pesmi s kasete pa sta naslovna »Prstan poklanjam ti« in »Danes je tvoj rojstni dan«.

## Seznam pesmi
| Št. | Naslov                      | Dolžina |
| --- | --------------------------- | ------- |
| 1.  | „Prstan poklanjam ti‟       |         |
| 2.  | „Daleč v hribu‟             |         |
| 3.  | „Ona miga‟                  |         |
| 4.  | „Poglej mi še enkrat v oči‟ |         |
| 5.  | „Nasvidenje in srečno pot‟  |         |
| 6.  | „Kje tvoj je objem‟         |         |
| 7.  | „Danes je tvoj rojstni dan‟ |         |
| 8.  | „Poljubi me nežno‟          |         |
| 9.  | „Najstnice‟                 |         |
| 10. | „Tanja‟                     |         |